# Mianmar nos Jogos Olímpicos de Verão de 2024
Mianmar participou dos Jogos Olímpicos de Verão de 2024, realizados em Paris, na França. Foi a 19.ª aparição do país nos Jogos Olímpicos desde a estreia como Birmânia em Londres 1948.
Foi representado por dois atletas que competiram no badminton e na natação, mas nenhum conquistou medalhas.

## Competidores
Esta foi a participação por modalidade nesta edição:
| Esporte   | Masculino | Feminino | Total |
| --------- | --------- | -------- | ----- |
| Badminton | 0         | 1        | 1     |
| Natação   | 1         | 0        | 1     |
| Total     | 1         | 1        | 2     |

## Desempenho

### Badminton
Feminino
| Atleta           | Evento  | Fase de grupos        | Fase de grupos       | Fase de grupos | Oitavas              | Quartas              | Semifinal            | Final / DB           | Final / DB | Ref.  |
| Atleta           | Evento  | Adversário Resultado  | Adversário Resultado | Pos.           | Adversário Resultado | Adversário Resultado | Adversário Resultado | Adversário Resultado | Pos.       | Ref.  |
| ---------------- | ------- | --------------------- | -------------------- | -------------- | -------------------- | -------------------- | -------------------- | -------------------- | ---------- | ----- |
| Thet Htar Thuzar | Simples | JPN A Yamaguchi D 0–2 | CAN M Li D 0–2       | 3              | Não avançou          | Não avançou          | Não avançou          | Não avançou          | =27        | [ 5 ] |

### Natação
Masculino
| Atleta         | Evento      | Eliminatórias | Eliminatórias | Semifinal   | Semifinal   | Final       | Final       | Ref.  |
| Atleta         | Evento      | Tempo         | Pos.          | Tempo       | Pos.        | Tempo       | Pos.        | Ref.  |
| -------------- | ----------- | ------------- | ------------- | ----------- | ----------- | ----------- | ----------- | ----- |
| Phone Pyae Han | 100 m livre | 55.56         | 73            | Não avançou | Não avançou | Não avançou | Não avançou | [ 6 ] |